# Glennallen
Glennallen ist ein census-designated place (CDP) in der Copper River Census Area in Alaska. Die Gemeinde liegt rund 300 km östlich von Anchorage am Glenn Highway, nahe der Kreuzung mit dem Richardson Highway. Der Wrangell-St.-Elias-Nationalpark beginnt wenige Kilometer weiter östlich.
Der Name setzt sich aus den Nachnamen von Edwin F. Glenn und Henry Tureman Allen, zweier Offiziere der United States Army, die Ende des 19. Jahrhunderts an Erkundungen in der Region des Copper River beteiligt waren, zusammen. 
Im Gegensatz zu den meisten anderen Ortschaften in der Gegend wurde Glennallen nicht an der Stelle einer Siedlung der Ureinwohner Alaskas errichtet. Die Region war früher von den Ahtna besiedelt.
Glennallen dient als Versorgungszentrum der Copper-River-Region. Büros von Bundeseinrichtungen wie dem Bureau of Land Management oder dem Department of Fish and Game, die Straßeninstandhaltung sowie das Besucherzentrum des Nationalparks sind in oder bei Glennallen untergebracht. Der Flughafen von Gulkana liegt 7 km nordöstlich.

## Persönlichkeiten
- Larry Martin (* 1950), Skilangläufer